# 梅茜·弗雷泽
梅茜·利·弗雷泽（英語：Macey Leigh Fraser；2002年7月11日—），新西兰女子足球运动员，司职中场，目前效力于犹他皇家足球俱乐部和新西兰国家女子足球队。她曾代表新西兰参加2024年夏季奥林匹克运动会女子足球比赛。